# Karolina Wilamowska
Karolina Wilamowska (ur. 1988) – polska tłumaczka literatury węgierskiej.
Absolwentka Uniwersytetu Warszawskiego. Tłumaczyła m.in. książki Szilárda Borbély'ego, Zoltana Fabiana, Franza Jálisca, György Konráda i László Darvasi'ego. Za tłumaczenie książki Kurator György Konráda została laureatką Nagrody „Literatury na Świecie” i była nominowana do Nagrody Literackiej Gdynia 2022. 
Mieszka w Warszawie.